# هولبروك (ماساتشوستس)
هولبروك (بالإنجليزية: Holbrook, Massachusetts)‏ هي بلدة أمريكية تقع في الولايات المتحدة في مقاطعة نورفولك، ماساتشوستس. يقدر عدد سكانها بـ 10,791 نسمة ومساحتها 19.2 كم2 وترتفع عن سطح البحر 65 متر.